# Liu Yi (Badminton)
Liu Yi (* 21. Januar 1988) ist ein singapurischer Badmintonspieler. 

## Karriere
Liu Yi gewann bei den Südostasienspielen 2011 Bronze mit dem Herrenteam aus Singapur. Im Herrendoppel wurde er bei derselben Veranstaltung Neunter mit Terry Yeo Zhao Jiang. Bei der Badminton-Weltmeisterschaft 2011 schieden beide dagegen schon in Runde eins aus. Bei der Qualifikation für den Thomas Cup 2012 scheiterte das Team aus Singapur ebenfalls schon in der Vorrunde.